# Спрингвил (Вирџинија)
Спрингвил (енгл. Springville) насељено је место без административног статуса у америчкој савезној држави Вирџинија.

## Демографија
По попису из 2010. године број становника је 1.371.
| Група             | 2000.    | 2010.         |
| Белци             | 0 (0,0%) | 1.330 (97,0%) |
| Афроамериканци    | 0 (0,0%) | 8 (0,6%)      |
| Азијати           | 0 (0,0%) | 2 (0,1%)      |
| Хиспаноамериканци | 0 (0,0%) | 9 (0,7%)      |
| Укупно            | 0        | 1.371         |